# 土屋薫
土屋 薫（つちや かおる、Kaoru Tsuchiya Hawley、1958年1月20日 - ）は、地方競馬の浦和競馬場、大井競馬場所属、そしてアメリカ合衆国ケンタッキー州の元騎手である。
埼玉県出身、血液型はAB型。地方競馬教養センター短期騎手課程生。所属厩舎だった土屋登元調教師は実父、同じ浦和競馬場に所属していた土屋千賀子元調教師は姉。配偶者は、カナダスポーツ殿堂博物館、アメリカ競馬名誉の殿堂博物館、カナダ競馬名誉の殿堂にて殿堂入りをした騎手のサンディー・ホーリー。
勝負服の柄は胴白・左青たすき、袖赤。

## 来歴
浦和市立南高等学校（現・さいたま市立浦和南高等学校）卒業後に地方競馬教養センターに入所。1978年、地方競馬騎手免許を取得。同年5月1日、浦和競馬で初騎乗（9頭立て8着）。同年6月19日、浦和競馬第4レースにてホーワローズ号で優勝し、初勝利。1983年10月5日付けで大井競馬場に移籍。
1984年8月29日の大井競馬場第9レース「サンシャインカップ競走」（1700m）が、日本での最後の騎乗となる。
1985年11月、渡米。レキシントンのキーンランド競馬場にある、マックファーレン厩舎に所属。
1986年1月18日、ラトニア競馬場（現：ターフウェイパーク競馬場）で、第3レース（約1200m）にてスレンダーリノア号（牡、3歳）に騎乗し、アメリカ初騎乗初勝利する。
1991年、年間騎乗記録1053戦110勝、2着102回。
1992年8月、引退。
アメリカ通算成績、2732戦263勝・2着286回・3着276回。
引退後は、半身不随になってしまったジョッキー仲間を支援する為のチャリティイベントthe Permanently Disabled Jockeys Fund（PDJF）、Jockeys and Jeans等に　夫サンディー・ホーリーと共に、深く関わっている。